# Список форматів руху та жестів

## Існуючі формати, кодуючі жести та рухи

### BVA та BVH формати файлів
BVH розшифровується як Biovision Hierarchical Data(з англ. Ієрархічні дані Biovision). Цей формат був розроблений компанією Biovision, яка займається захопленням руху. Формат BVA(також розроблений Biovision) є першим форматом файлу який розроблений Biovision, та є попередником формату BVH . Формат BVH в основному використовується як стандартне представлення рухів в анімації гуманоїдних структур. На даний момент це один із найпопулярніших форматів даних про рух, який широко прийнятий спільнотою аніматорів (ймовірно, через його прості специфікації).

### Формат MNM
Цей формат файлу дозволяє перейменовувати сегменти файлу BVH відповідно до угоди, яка використовується в Autodesk 3D Studio Max. Назва, визначена користувачем, пов’язана з попередньо визначеною міткою для двоногого(biped) сегмента напр. Humerus = L UpperArm.

Цей формат також дозволяє перейменовувати маркери файлу CSM відповідно до умов, що використовуються в Autodesk 3D Studio Max. Ім’я, визначене користувачем, пов’язується з попередньо визначеною міткою, яку очікує Character Studio. напр. LeftShoulder = LSHO.

### Формат MBX
Формат MBX — це двійковий ієрархічний скелетний формат, який є ексклюзивним для системи захоплення руху "Noitom Perception Neuron". Файли можна завантажити в програмне забезпечення Noitom Axis Studio, а потім експортувати в BVH та інші формати з їх програмного забезпечення.